# Tysklands U21-herrlandslag i handboll
Tysklands U21-herrlandslag i handboll representerar Tyskland i handboll vid U20-EM och U21-VM för herrar.